# Кубинско-французские отношения
Кубинско-французские отношения — двусторонние дипломатические отношения между Кубой и Францией.

## История
Вскоре после того, как Куба была колонизирована Испанской империей, эту территорию посетило несколько французских экспедиций. В 1554 году пират Жак де Сор стал первым французом, посетившим Кубу, и по поручению короля Франциска I напал на испанские корабли с целью захвата золота, а также совершил набег на город Сантьяго-де-Куба. В 1555 году Жак де Сор вновь атаковал Кубу и сжёг Гавану. В 1791 году на начальных этапах Гаитянской революции несколько тысяч французов бежали из Гаити на Кубу. В течение 1800—1809 годов более 20 тыс. французов, креолов и бывших рабов иммигрировали из Гаити на Кубу. Во время Испано-американской войны в апреле-августе 1898 года Франция вместе с Великобританией и Германской империей призвала Испанию прекратить войну с Соединёнными Штатами Америки и отказаться от своих территорий: Кубы, Филиппин, Пуэрто-Рико и Гуама. В декабре 1898 года Испано-американская война окончилась подписанием Парижского мирного договора, и Куба стала территорией Соединённых Штатов, а в 1902 году обрела независимость.
В январе 1959 года, после Кубинской революции, к власти на Кубе пришёл Фидель Кастро. Французские мыслители и писатели были заинтригованы новой властью на Кубе. В 1960 году французский философ Жан-Поль Сартр и писательница Симона де Бовуар посетили Кубу, где провели встречу с лидером страны Фиделем Кастро, а также с латиноамериканским революционером Эрнесто Че Геварой. В 1962 году во время Карибского кризиса президент Франции Шарль де Голль поддержал Соединённые Штаты в отношении блокады Кубы с целью помешать размещению советских ракет на острове.
В декабре 1964 года кубинский политик Эрнесто Че Гевара совершил официальный визит во Францию. В октябре 1974 года, будучи первым секретарем Социалистической партии Франции, Франсуа Миттеран посетил с официальным визитом Кубу. В 1995 году лидер Кубы Фидель Кастро совершил свой первый официальный визит во Францию, где провёл встречу с президентом страны Франсуа Миттераном. В 1996 году Фидель Кастро вновь прибыл во Францию для участия в похоронах Франсуа Миттерана.
В июле 2015 года во время Кубинской оттепели Франция установила более тесные отношения с Кубой. В мае 2015 года французский президент Франсуа Олланд стал первым главой государства, посетившим Кубу c официальным визитом. В феврале 2016 года лидер Кубы Рауль Кастро посетил с официальным визитом Францию. В мае 2018 года министр иностранных дел Франции Жан-Ив Ле Дриан посетил Кубу.

## Торговля
В 2016 году объём товарооборота между странами составил сумму 209 млн. евро. Экспорт Кубы во Францию: рыба, ром и сигары. Экспорт Франции на Кубу: зерновые культуры, химическая продукция, автомобильные детали, молочные продукты, промышленная и сельскохозяйственная техника и средства связи. Франция является одиннадцатым крупнейшим торговым партнером Кубы во всем мире. На Кубе представлены французские многонациональные компании, такие как: Pernod Ricard и Total.

## Туризм
В 2016 году более 200 000 граждан Франции посетили Кубу с целью туризма. Налажены прямые авиарейсы между странами следующими авиакомпаниями: Air Caraïbes, Air France, Corsair International и Cubana .

## Дипломатические миссии
- У Франции имеется посольство в Гаване[13].
- Куба содержит посольство в Париже[14].